# Голубые-Ростовские
Голубые-Ростовские — угасший русский княжеский род, происходивший из князей Ростовских. Рюриковичи.
Род внесён в Бархатную книгу.

## Происхождение и история рода
Родоначальник, князь Фёдор Александрович Ростовский по прозванию "Голубин", являлся младшим сыном князя Александра Ивановича. Братья, князья: Иван Александрович Лобан (родоначальник князей Лобановы-Ростовские), Василий Александрович Ласткин (родоначальник князей Ласткины-Ростовские), Михаил Александрович Касатка (родоначальник князей Касаткины-Ростовские).
М.Г. Спиридов пишет, что в разрядных книгах данная ветвь князей иногда писалась — Голубиными, а иногда — Голубыми и отмечает, что правильное название первое и что родоначальник прозывался — Голубь.

## Известные представители
| №                                               | Имя, Отчество                                   | № отца                                          | Примечания |
| Поколенная роспись по А.Б. Лобанову-Ростовскому | Поколенная роспись по А.Б. Лобанову-Ростовскому | Поколенная роспись по А.Б. Лобанову-Ростовскому | Поколенная роспись по А.Б. Лобанову-Ростовскому |
| ----------------------------------------------- | ----------------------------------------------- | ----------------------------------------------- | --- |
| 1                                               | Фёдор Александрович                             |                                                 | Родоначальник, по прозванию "Голуб" или "Голубой", в феврале 1500 года на свадьбе дочери великого князя Ивана III Васильевича — княжны Феодосии Ивановны и князя Василия Даниловича Холмского, был тридцатым в свадебном поезде. |
| 2                                               | Андрей Фёдорович                                | 1                                               | Стольник, в 1551 году голова в Государевом полку в походе к Полоцку, принял постриг. |
| 3                                               | Василий Фёдорович                               | 1                                               | Стольник, сын боярский, голова и завоеводчик, известил в 1537 году князя Ивана Фёдоровича Овчину-Оболенского о намерении князя Андрея Старицкого бежать из своего удела.                                                         |
| 4                                               | Пётр Васильевич                                 | 3                                               | В 1545 году рында с государевой рогатиной в Казанском походе, бездетный. |
| Княжеский род угас                              |                                                 |                                                 | |